# 花影忍法帳コミ☆トレ
『花影忍法帳コミ☆トレ』（はなかげにんぽうちょう コミ トレ）は、NHK教育テレビジョンで放送されたテレビ番組である。NHK大阪放送局製作。『みてハッスルきいてハッスル』の後継番組として2009年4月から2011年3月まで放送された（本放送終了後の2011年4月から2013年3月までは2010年度のものを再放送している）。

## 概要
忍者を先祖に持つ少年・しおんが様々な経験を重ね、成長する物語。前作と同じく主人公達にはライバルが存在し、そのライバルであるBK財団 と伝説の巻物を取り合っている。
LD（学習障害）、ADHD（注意欠陥・多動性障害）、高機能自閉症等の子供たちがコミュニケーション能力を高めるための特別支援教育を目的としている。前作は小学生が対象だったが、今作は小学生から中学生までが対象になっている。

## 放送時間
| 期間                | 放送時間                    |
| ------------------- | --------------------------- |
| 2009年度 - 2010年度 | 月曜日・水曜日 9:45 - 10:00 |
| 2011年度            | 月曜日 10:00 - 10:15        |
| 2012年度            | 木曜日 9:35 - 9:50          |

## テーマ曲
- 「テレポテーション」 (capsule)

## 登場人物

### 花影流忍者
- しおん（興津正太郎）
物語の主人公。花影流忍者の子孫で週2回の忍者修行をしている少年。中学1年次のクラスはA組。人見知りのため人前で話したり、気持ちを伝えるのは苦手。左利き。歴史好きで、好きな番組は『歴史秘話ヒストリア』。食べ物はトマトが苦手。最終試練を終えて花影流の後継者に選ばれ、ある決断を迫られる。
- みくり（岸本華和）
しおんの妹。性格は猪突猛進タイプで細かい作業が苦手。若干常識に欠けるため他者とトラブルを起こすことも。特技はダンスと「面白い顔」。好きな食べ物はあなご。嫌いな食べ物はピーマン。
- らん（小森麻由）
しおんとみくりを指導する先輩の女忍者。関西弁で話す。責任感が強いが、空回りしたり早とちりすることも多々ある。特技は鼻で笛を吹くことで、同じ特技を持つ星影流忍者さくらやっこと意気投合した。英語が苦手。ダンスチーム「花影シスターズ」の一員でもある。
忍法「声まねの術」「テレポーテーション（花影PDA[3] を使った瞬間移動）」等の術を使うことができる。花影PDAには通信機能の他「敬語トレーニングプログラム」「気持ち表現プログラム」等の機能も内蔵されている。
コンパクトを使った忍法「ウェイクアップ」で“らんB”に変身していたが、第20回でコンパクトが破損し以後は変身不能になる。
- らんB（安藤絵里菜）
らんが忍法「ウェイクアップ」で変身した姿。術の効果で別人に見えるが目の錯覚。変身前とは違って標準語で話す。観察眼が鋭く、しおんやみくり等に様々なアドバイスをするが、変身中の記憶は基本的にはない。非常に体力を消耗するため、再度変身するには体力の回復やコンパクトの充電を待たなくてはならない。
- 通天（声：銀河万丈）
白い老犬の姿をした花影流の指導者で、何事にも動じない泰然自若とした性格だが怒るととても怖いらしい。普段は花影流の本部におり、隠れ家のマザーコンピューターから立体映像で花影流忍者達に指令を下す。マザーコンピューターは工事現場の土管のような形。移動させることが可能で自ら移動することも出来るようだが、その方法については不明。ギターが得意でかつては「エレキの通天」と呼ばれていた。

### BK（ブラックキング）財団
- アンナ（坂口あずさ）
「BK財団」日本総本部の本部長を務めるクールビューティーな少女。男口調でしゃべり、一見何でも出来そうに見えるが天然ボケで、おっちょこちょい。学校ではおとなしいキャラクターで通している。数学（算数レベル）や英語が苦手で成績は芳しくない。食べ物はマヨネーズが嫌い。口癖は「つまらん！」。
伝説の巻物を狙っているが、金銭感覚が著しく欠落しているため目的の為なら金に糸目を付けず、ずさんな資金管理が原因で日本総本部破綻の危機を招く。
- ベンジャミン・ブライトマン（ジョナス・アミゲ）
通称“BB”。アンナの忠実な部下だが、言葉の壁が原因になり意図せずボケた行動をとってしまう。自称「天才発明家」で、偵察機の「ミハルくん」や遠距離集音マイク「小耳にはさむくん」等を開発した。腰に付けている球形カプセルに発明品を収納し、使用時にはライフルから発射する。詩を書くのが趣味。左利き。9月20日生まれ。
第10回でパリにあるBK財団ヨーロッパ総本部に異動を命じられ日本を後にする。
- クリスチャン・クロウ （スコット・クロウ）
通称“CC”。BBの後任として日本支部にやってきた男。世間と少しずれた行動をするものの、基本的にはアンナに忠実。明るくおおらかな性格。財団日本総本部の財政危機に対し献身的に働く。らんに対してほのかな恋心を抱いている様子。
- 理事長（森次晃嗣）
世界中の財宝を管理する影の大物。アンナの祖父にしてBK財団の理事長。つるの無い赤い眼鏡をオークションで競り落とした際に日本支部に立ち寄り、BBにヨーロッパ総本部への異動を命じる。なお、オークションで手に入れた赤い眼鏡を掛ける時に、なぜか「ジュワ!!」と叫んでいる。登場シーンのBGMは何故か『ウルトラセブン』のもの。第10回に登場。

### その他
- 黒田（三田村陽斗）
しおんが通う中学校の友人。しおんに対して忠告をする。第1回、第4回に登場。
- 米田先生
しおんの担任教師。第2回、第4回に登場。
- 小松巡査長（小松利昌）
警察官。人の話をあまり聞かず先走る性格。第3回、第14回、第23回に登場。
- まさき（中西一志）
しおんの友人。歴史好きが縁で知り合った温厚な少年。しおんの影響で忍者に興味を持つ。忍者の子孫ではないが、通天に頼まれ花影流の後継者争いに参加する。第27回、第34回、第37回に登場。

### ゲスト
- 3年生の先輩 （第1回）
- 敬語屋敷のおぼっちゃま：横山たかし （第1回）
- まほちゃん （第1回）
- 熱血たこ焼き・源さん：森下じんせい （第2回）
- お笑いコンビ：梅小鉢 （第2回）
- 猫神佐清：国木田かっぱ （第3回）
- 朝子：野村美緒 （第4回）
- 通行人：チキチキジョニー （第5回）
- 黒柳徹子 （第5回）[4]
- Mr.ゴールデン：エド・サーディ （第6回）
- 梅：川本美由紀 （第7回）
- ケーキ職人 スイーツ・ヒデオ：クスミヒデオ （第9回）
- 理事長：森次晃嗣 （第10回）
- テレビ局プロデューサー、ストレッチマン：宇仁菅真 （第11回）
- 花影ガールズ：梅小鉢、チキチキジョニー、天然もろこし （第11回）
- 表情研究家 強面ナミヲ：川浪ナミヲ （第14回）
- アナウンサー：行澤孝 （第14回）
- ウェイター：西村諭士 （第14回）
- 通行人：岩見真利（第16回）
- 悪人たち：石原祐美子、坂口あずさ他（第16回）
- 書店員：安藤絵里菜（第16回）
- うどん屋の店員：車田妙子（第17回）
- 薬屋の店主：上田一軒（第17回）
- かおり：橋本愛実（第18回）
- 地下鉄工事人：土性正照（第19回）
- アナウンサー・西村諭士：西村諭士（第20回）
- ウォーミング気持太：川浪ナミヲ（第20回）
- レフェリー：土性正照（第20回）
- 星影流忍者さくらやっこ：高田紗千子（第21回）
- どすひこ（第21回）
- どすえ（第21回）
- ゆか:小酒井円葉（第22回）
- ひでき ：野間勢矢（第28回）
- あきら：河口哲（第28回）
- のぶお：弓川信男（第28回）
- レポーター タージン：タージン（第29回）
- 審判：若月咲弥（第31回）
- 森島寛晃：森島寛晃（第32回）
- 花影文化祭出場者：植山由美子（第33回）
- プロデューサー：や乃えいじ（第33回）
- おばあさん：木原初代（第34回）
- 男：銀河万丈（第40回）

## 組織

### 花影流
高度な科学技術を持つ忍者組織。花影PDAや忍者覇王丸、情報収集用の人工衛星などを独自に開発した。一子相伝で後継者はたった1人。
広報誌「月刊・近代忍者」を発行したり、カラオケビデオの製作、「花影・穴ホールディングス」「純喫茶しのび」等の企業や店舗も運営している。大阪支部の隠れ家（花影流忍者事務所）は通天閣の地下50階に存在。支部は日本全国にあり、「花影文化祭」や4年に1回開催される忍術の祭典「忍者スピリッツ」等のイベント、他の流派との交流会等も行なわれている。

### ブラックキング財団
通称“BK財団”。世界中の宝物を手に入れようとしている秘密組織。日本総本部は大阪城からちょうど300mの距離にあり、BKプラザ（実在の施設）のすぐ隣に位置している。BK観光等を経営し花影流と同じく多角的に展開している。
本部は世界各国にあり、日本以外ではフランスのパリにあるヨーロッパ総本部が確認されている。
第38回で花影流に買収されていたことが明らかになった。

## BK財団からの挑戦状
目の運動や英語のリスニング、図形の問題等を解くミニコーナー。

## どうする？しおん君
約2分程度の短編CGアニメ。本編ドラマでの学習内容を復習する「まとめクイズ」になっている。
前番組『みてハッスルきいてハッスル』の『どうする？ゆうきくん』の後継コーナーで、コーナーの始まりのBGMも同じものを使用している。
- しおん君（声：興津正太郎）
本コーナーの主人公。中学1年次のクラスは1組。クラブ活動は忍者部。
- 先輩
生徒会長の中学3年生。大柄な男子。卒業したはずだが2010年度も登場。
- リカ（声：坂口あずさ）
同級生で仲の良い女子。カレーが好物。
- 先生（声：小森麻由）
2009年度の担任教師。眼鏡をかけた女性で担当教科は社会だったが、2010年度からは数学担当に変わった。
- ゆみこ（声：小森麻由）
眼鏡をかけた同級生の女子。
- 田中先生（声：銀河万丈）
2010年度の担任。元気な男性。

## 放映リスト
2009年度
1. 花影流でございます 〜敬語の使い方〜
2. とても？ビミョ〜 〜きもちの表し方〜
3. 猫神家事件 〜わからないことは質問せよ〜
4. しおんの初恋 〜身だしなみに気をくばれ〜
5. 近代忍者☆増刊号 〜聞き上手になろう〜
6. イングリッシュプリーズ 〜英語なんてこわくない〜
7. 人だすけはつらいよ 〜気分転かんをしよう〜
8. 忍者もIT革命や！ 〜ネットの怖さを知れ〜
9. おいしい巻物大作戦！ 〜ノートのとり方を知れ〜
10. 理事長からの指令 〜あやまり方を学べ〜
11. おどるおねえさん 〜力を合わせる〜
12. あの丘をこえて 〜大目にみよう〜
13. ねらわれたお頭 〜わかりやすく伝えよう〜
14. 表情についてらんが語ること 〜相手の気持ちをさとれ〜
15. 年忘れ大合宿 〜上手な休み方〜
16. 忍び寄る悪の手 〜する前に考えよう〜
17. 忍者の秘薬を手に入れろ 〜世の中のルールを知れ〜
18. ゆれる想い 〜異性と上手につきあう〜
19. 花影流大ピンチ 〜秘密をまもる〜
20. さいごの変身 〜感謝の示し方〜

2010年度
1. はじめまして、ぼく忍者です 〜新しいなかまを作ろう〜
2. まぼろしの遊園地 〜友達は大切に〜
3. はじめてのおつかい 〜人に助けを求める〜
4. おいしい修行に気をつけろ 〜心をおちつける〜
5. しめきりせまる!! 〜生活のリズムを作る〜
6. しのび喫茶へようこそ 〜学習のつまずきを知る〜
7. 奈良の都が呼んでいる 〜約束を守る〜
8. これって愛!? 〜異性と上手にかかわる〜
9. 忍者流! おそうじ大作戦　〜最後までやりとげよう〜
10. 秋だ！ びわこだ！ 遠足だ！　〜変化に合わせよう〜
11. 決定!? イメージキャラクター　〜話し合いのルールを学ぶ〜
12. アスレチックで大勝負 〜体のちがいを知る〜
13. バンドやろうよ！ 〜表やグラフの使い方〜
14. つつしんで、おことわりします　〜上手な断り方〜
15. キッチリ買いまショー　〜お金の使い方〜
16. どうする？しおん君　〜仲間と話を続ける〜
17. 忍者、最後の試練　〜仲間を思いやる〜
18. それぞれの選択　〜自分で決める〜
19. のこされたものは？　〜自分の個性を知る〜
20. すべてはこれからはじまる　〜将来に希望を持つ〜

※2010年度放送分の話は学校向けコンテンツ「NHK for School」で現在配信されており、いつでも視聴が可能である。※配信終了

## 備考
- レギュラー出演の小森麻由（梅小鉢）をはじめとして、横山たかし、チキチキジョニーら松竹芸能所属芸人の出演が目立つ。
- テレビ番組のパロディがよく登場する。NHK大阪放送局制作の番組はパロディだけではなく、『あほやねん!すきやねん!』（関西圏ローカル番組）や『歴史秘話ヒストリア』など実名や映像が出てくることもある。特に同じ特別支援教育番組である『ストレッチマン』関連が出てくることが多いが[5] 、逆にアンナやCCがストレッチマンの1コーナーに登場したこともあった（「なめくじ怪人ベロベロン　くいあらす」の回）。
- NHK大阪放送局が制作をしている事もありNHK大阪放送局の建物内外での撮影が多く、また、外のロケについても大阪を中心に関西地区で多く撮影されている。